# Andrej Osterman
Andrej Osterman, slovenski častnik, * 4. oktober 1960, Kranj.
Osterman je bil od 10. aprila 2012 namestnik načelnika Generalštaba Slovenske vojske Dobrana Božiča, 13. oktobra 2014 pa je sam zasedel položaj načelnika. 23. novembra 2014 ga je predsednik Borut Pahor povišal v čin generalmajorja.
13. februarja 2018 je na Počku potekal preizkus bojne pripravljenosti Slovenske vojske po metodi CERVAL zavezništva NATO. Preizkušena bataljonska bojna skupina je prejela negativno oceno. Kot odziv je 22. februarja 2018 slovenska vlada Andreja Ostermana razrešila. Nasledil ga je njegov dotedanji namestnik Alan Geder. 